# Polyrhachis nigrita
Polyrhachis nigrita é uma espécie de formiga do gênero Polyrhachis, pertencente à subfamília Formicinae.